# تشا تشي مينغ
تشا تشي مينغ (بالصينية: 查濟民) هو قاضي صلح ‏ وشخصية أعمال صيني، ولد في 1914 في مدينة هاينينغ ‏ في الصين، وتوفي في 28 مارس 2007 في هونغ كونغ في الصين.